# Hermann Muthesius

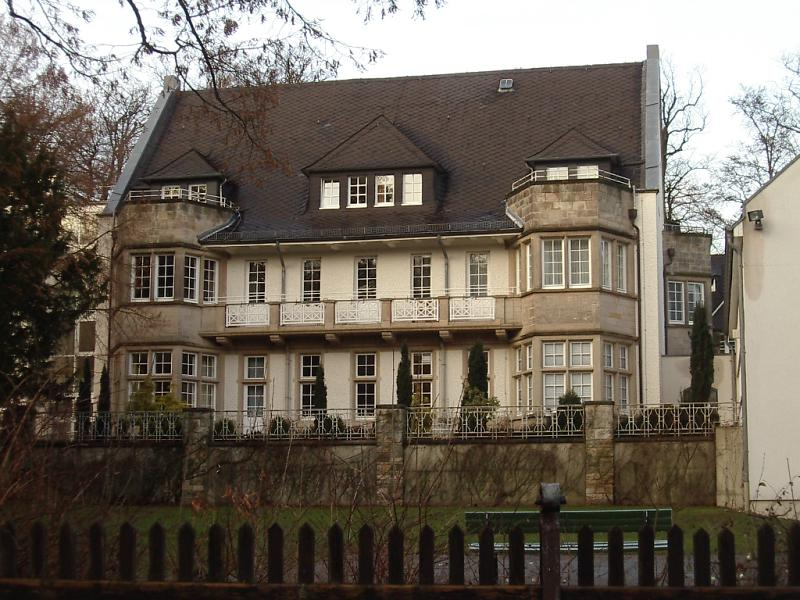
H. Muthesius: willa w Kassel

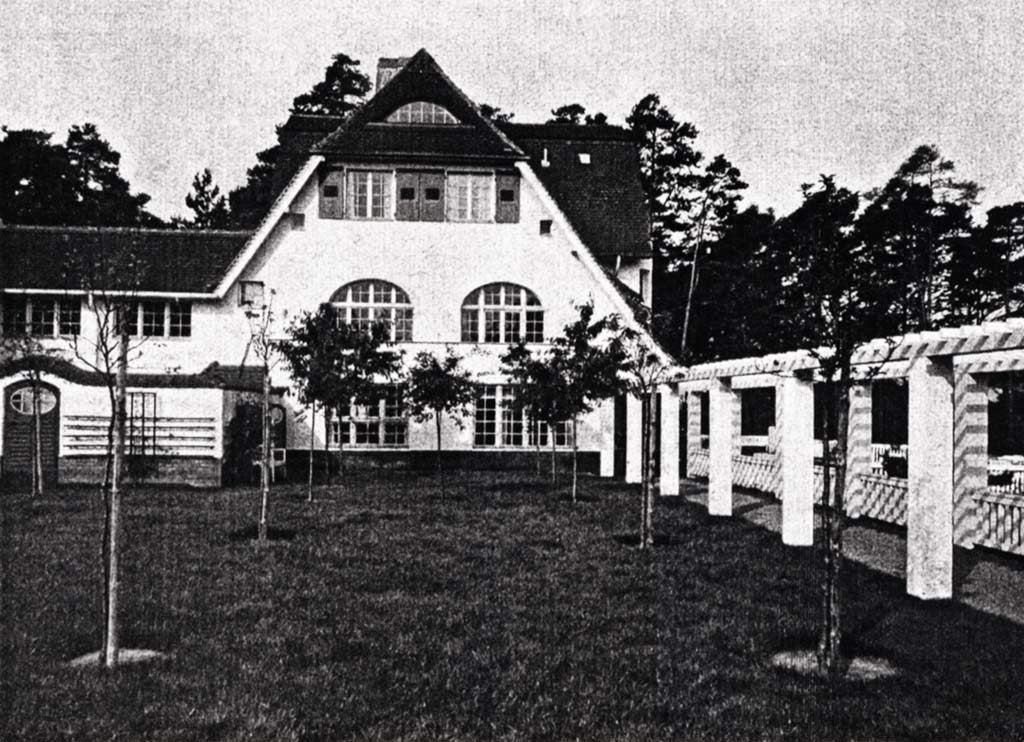
H. Muthesius: dom własny

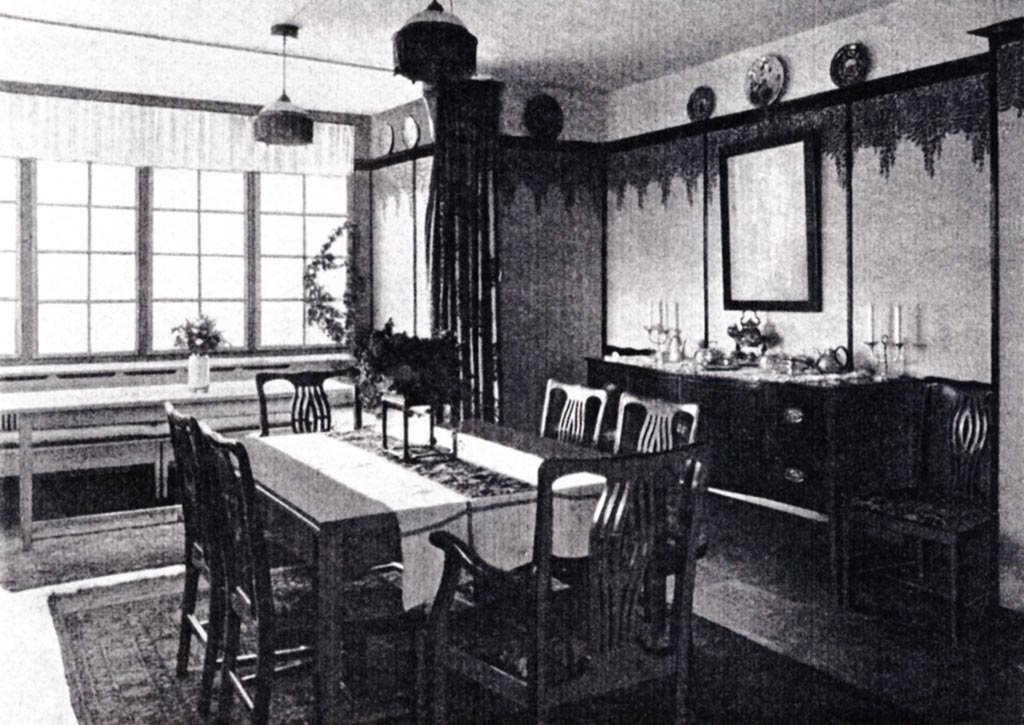
H. Muthesius: jadalnia w domu własnym architekta

Hermann Muthesius (właśc. Adam Gottlieb Hermann Muthesius) (ur. 20 kwietnia 1861 w Großneuhausen w Turyngii, zm. 26 października 1927 w Berlinie) – niemiecki architekt wczesnego modernizmu i teoretyk architektury. Muthesius krytykował styl secesyjny i był współzałożycielem Werkbundu.

## Życiorys
Muthesius studiował w Berlinie w latach 1882–1883 historię sztuki i filozofię, a potem do 1887 architekturę, m.in. u Hermanna Endego. Następnie współpracował z Paulem Wallotem przy wznoszeniu gmachu Reichstagu.
Na przełomie XIX i XX w. przebywał jako przedstawiciel biura architektonicznego Ende & Böckmann w Tokio, a po krótkim pobycie pruskim Ministerstwie Robot Publicznych wyjechał celach studialnych do ambasady Niemiec w Londynie. W 1896 ożenił się ze śpiewaczką operową Anną Trippenbach, która porzuciwszy karierę muzyczną, zajęła się architekturą wnętrz. Muthesiusowie zamieszkali w Hammersmith nad Tamizą.
W tym czasie Muthesius rozpoczął też działalność jako publicysta, łącznie napisał około 500 książek i artykułów. Po powrocie w 1904, aż do przejścia na emeryturę, Muthesius pracował w pruskim Ministerstwie Handlu, odpowiedzialny za reformę szkół rzemiosła i szkół zawodowych. Jednocześnie rozpoczął działalność architektoniczną. Zapoznawszy się z postępowymi ruchami w Wielkiej Brytanii, stał się jednym z najważniejszych działaczy niemieckiej nowoczesnej architektury przed I wojną światową. Zbudował około 100 domów jednorodzinnych, zwykle opartych na angielskich wzorcach. W latach 1904–1905 opublikował trzytomowe dzieło Das englische Haus (pol. Dom angielski).
W 1907 podczas wykładu Muthesius opowiedział się za odrzuceniem ograniczeń stylowych i przesadnego zdobnictwa drugiej połowy XIX wieku. Wzburzeni kupcy i fabrykanci domagali się zwolnienia Muthesiusa. W wyniku zaistniałego skandalu i zintensyfikowanych dyskusji, postępowi artyści założyli jako wyraz solidarności z ideami Muthesiusa, Deutscher Werkbund. W Werkbundzie Muthesius stał się z czasem jednym z bardziej konserwatywnych członków, deklarując się przeciwko typizacji budownictwa. Po I wojnie światowej stał się wrogiem nowej architektury (niem. Neues Bauen), również w środowisku Bauhausu stał się persona non grata.
W 1927 r. zginął w wypadku tramwajowym.

## Wybrane dzieła
- 1904–1905 – willa Bernharda w berlińskiej dzielnicy Grunewald[2]
- 1907–1908 – willa Freudenberga w berlińskiej dzielnicy Nikolassee[2]
- 1910 – osiedle w Hellerau, obecnie dzielnicy Drezna[2]
- 1911–1912 – willa Cramera w berlińskiej dzielnicy Dahlem[2]
- 1912 – przędzalnia jedwabiu w Nowawes koło Poczdamu[2]
- 1917–1920 – stacja radiowa w Nauen[2]
- 1923–1924 – willa Tuteura w berlińskiej poddzielnicy Charlottenburg[2]
- 1925 – willa dr. Hildebranda w Zielonej Górze przy ul. Ułańskiej 7.